# Saurauia madrensis
Saurauia madrensis là một loài thực vật có hoa trong họ Dương đào. Loài này được B.T. Keller & Breedlove miêu tả khoa học đầu tiên năm 1981.

## Hình ảnh

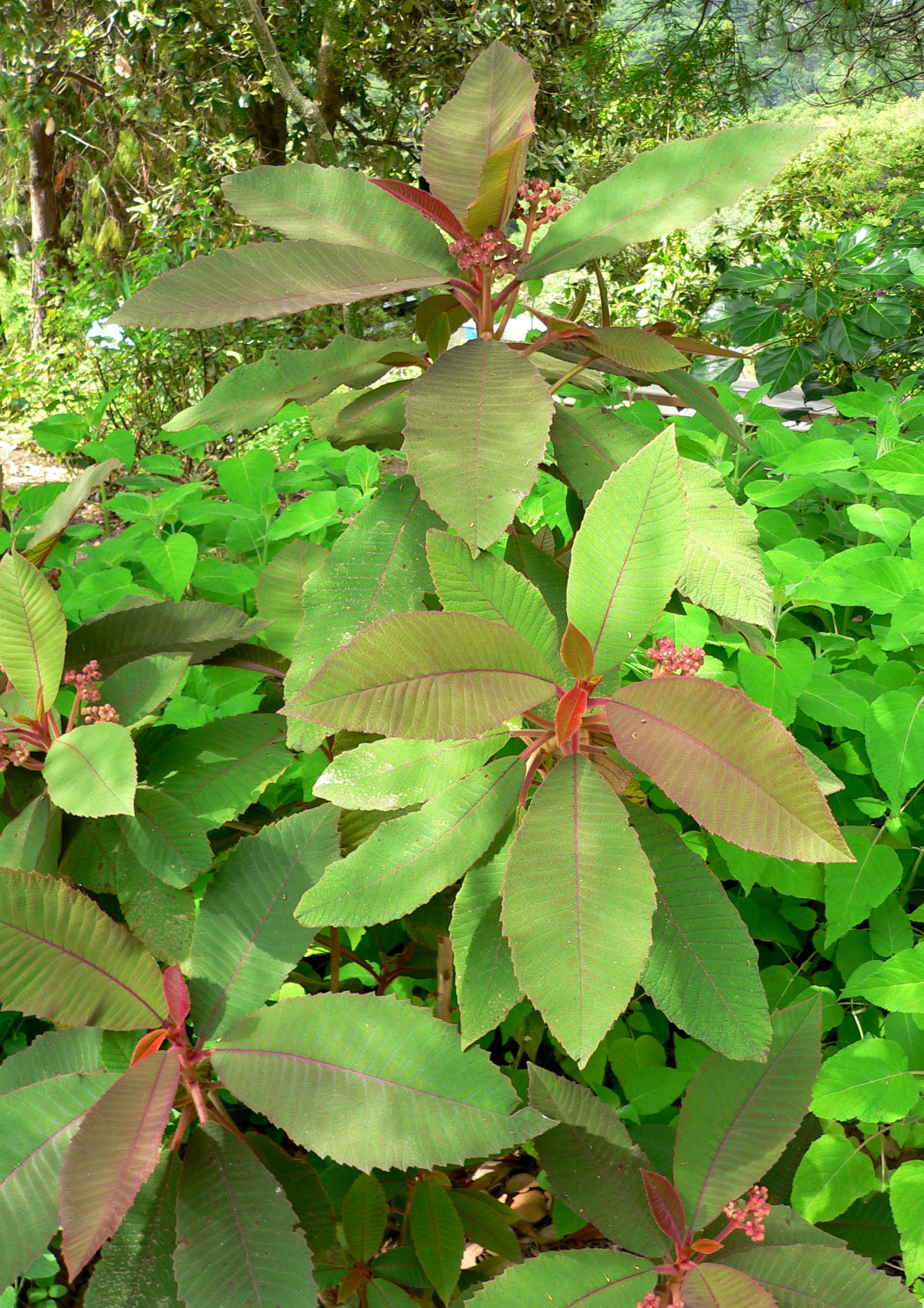
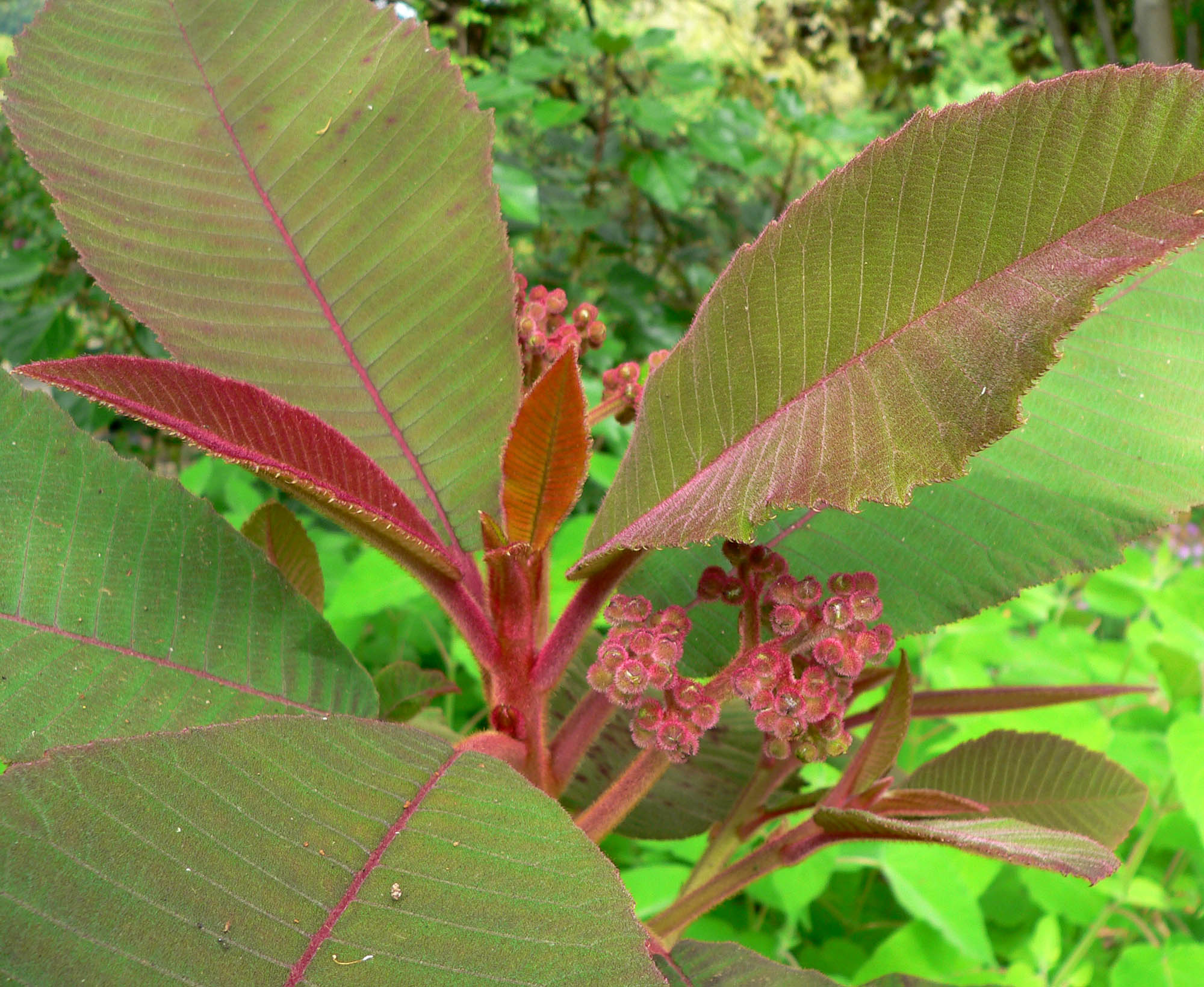